# オラフズ
株式会社オラフズは、東京都港区に本社を置く、テレビ番組の企画制作プロダクションである。

## 所属スタッフ
演出・ディレクター
- 但木洋光（代表）

プロデューサー
- 松本あゆみ

ディレクター
- 鶴田哲朗
- 阪口悠樹
- 山本泰輔
- 小野澤拓
- 葛島若菜

AP
- 鶴見明香里

## 制作番組

### 現在の制作番組
- テレビ朝日
  - 激レアさんを連れてきた。

- フジテレビ
  - ジャンクSPORTS
  - 芸能人が本気で考えた!ドッキリGP
  - ぽかぽか

- TBS
  - ニンゲン観察バラエティ モニタリング
  - パパジャニWEST
  - オオカミ少年

- BS朝日
  - 魚が食べたい

### 過去の制作番組
- 朝日放送
  - そんなコト考えた事なかったクイズ！ トリニクって何の肉!?
- 関西テレビ
  - 華丸大吉&千鳥のテッパンいただきます!
  - 新説!所JAPAN → 所JAPAN
- テレビ東京
  - デカ盛りハンター
- TOKYO MX
  - Leadバラエティ
- AbemaTV
  - 【全日本○○グラドルコンテスト】アビリティ
  - 買えるAbemaTV社
  - 買えるバトルクラブ
  - 藤森・チョコプラの買えるABEMA
  - SPRAY! #日本を塗り替えろ
  - アイドルで芸能界のトップを目指していたら、いつの間にか芸人の並びだった件